# Lascăr Catargiu

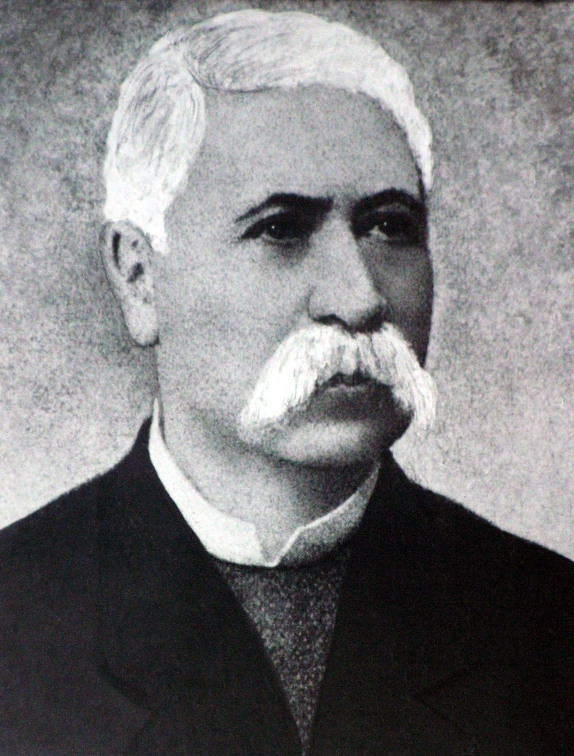
Lascăr Catargiu

Lascăr Catargiu (Ausspracheⓘ; * 1. November 1823 in Iași; † 30. Märzjul. / 11. April 1899greg. in Bukarest) war ein rumänischer Politiker und Ministerpräsident des Landes.

## Leben
Lascăr Catargiu wurde 1823 in Iași geboren. Er stieg in das Amt des Polizeipräfekten der Stadt unter der Herrschaft des moldauischen Fürsten Grigore Ghica auf. Im Jahre 1857 wurde er Mitglied einer Kommission der Moldau, die gemäß dem Vertrag von Paris (1856) gewählt wurde, um über die geplante Vereinigung Republik Moldaus und des Fürstentums Walachei (die Donaufürstentümer) abzustimmen. Seine stark konservativen Ansichten, vor allem zur Landreform, veranlassten die Konservativen, ihn als Kandidaten für den rumänischen Thron im Jahre 1859 zu unterstützen.
Während der Regierungszeit des Fürsten Alexandru Ioan Cuza (1859–1866) war Catargiu einer der Oppositionsführer und erhielt von seinem Verwandten, Barbu Catargiu (1807–1862), einem bekannten Journalisten und Politiker, der 1862 in Bukarest ermordet wurde, viel Unterstützung. Lascăr Catargiu beteiligte sich folglich an der sogenannten Ungeheuerlichen Koalition, die Cuza stürzte, und wurde durch Unterstützung von Karl I. im Mai 1866 Präsident des Ministerrates. Da er sich selbst jedoch als unfähig ansah, mit seinen liberalen Kollegen Ion C. Brătianu und Constantin Alexandru Rosetti zu kooperieren, trat er im Juli zurück.
Nach acht weiteren ministeriellen Veränderungen, die in der antijüdischen Agitation von 1870/71 ihren Höhepunkt fanden, konnte Catargiu zum ersten Mal in der rumänischen Geschichte am 11. März 1871 ein stabiles konservatives Kabinett, das bis 1876 anhielt. Auch die Jungkonservativen, die sogenannten Junimea, eine ursprünglich literarische Bewegung, war an seiner Regierung beteiligt. Seine Politik, die politische Gewalt ablehnte und die Popularität der Krone wiederherstellte, wurde von den Liberalen als unpatriotisch und reaktionär betrachtet. Ein Versuch, das ganze Kabinett von Catargiu wegen Verfassungsbruchs und der Veruntreuung öffentlicher Gelder anzuklagen, wurde erst 1878 zurückgezogen.
Catargiu verblieb bis 1889 in der Opposition, als er ein weiteres Kabinett bildete, das nach sieben Monaten zerfiel. Im Kabinett von Ion Emanuel Florescu vom März 1891 besetzte er die gleiche Position; am 27. November 1891 wurde er erneut Präsident des Rates bis 1895. Während dieser Zeit war er verantwortlich für mehrere wichtige Reformen, vor allem finanzielle und wirtschaftliche. Er starb 1899 in Bukarest.